# EmuTOS
EmuTOSはTOS (Atari STとその後継機種のためのオペレーティングシステム)の代替品であり、自由ソフトウェアとしてリリースされている。全ての機能が実装されている訳ではなく、主にARAnyMのようなAtariエミュレータとともに使用することが意図されている。EmuTOSを使用することにより、古くプロプライエタリなTOSを使用しないですむ。TOSは通常は入手が困難である。